# Норберт Хофер
Вижте пояснителната страница за други личности с името Хофер.
Норберт Хофер (на немски: Norbert Hofer) е австрийски политик, член на партията на свободата на Австрия. Кандидат за президент на партията на изборите през 2016 г.

## Биография
През 1990 г. той завършва Техническия колеж за авиационни технологии в Айзенщат. От 1994 г. работи в авиокомпанията собственост на Ники Лауда – Lauda Air. От 1996 до 2007 г. Хофер е секретар на Партията на свободата в Бургенланд, а от 2006 г. – заместник-председател на партията на свободата. От 1997 до 2007 г. е член на градския съвет на Айзенщат.
През 2006 г. е избран за първи път за член на Националния съвет на партията на свободата, а в периода от 2008 до 2013 г. е преизбиран като такъв. От 2013 г. е заместник-председател на австрийския парламент.
На първи тур на президентските избори в Австрия, провели се на 24 април 2016 г. печели безапелационна победа над всичките си конкуренти за поста държавен глава. Подкрепата за него е 35,4% от над 68% упражнили право на глас австрийци. Кандидатите на управляващата коалиция в Австрия имат подкрепа от около 11% от гласувалите, което значи, че персоналната подкрепа за него е с 1/3 над тази за представителите на управляващата Австрия коалиция между Австрийската народна партия и социалдемократите. Резултатът на Хофер е най-високия и безпрецедентен за крайно дясна партия в Австрия от ВСВ.
На 22 май 2016 г. Хофер губи на втория тур на изборите от Александър Ван дер Белен с 50,3% на 49,7%. На 18 юни 2016 г. австрийският Конституционен съд (Verfassungsgerichtshof), позовавайки се на системни нарушения на изборния процес, взема решение за прегласуване.